# Doc West
Doc West è una miniserie televisiva italiana del 2009 diretta da Giulio Base e Terence Hill.

## Produzione
L'opera audiovisiva venne realizzata in coproduzione tra RTI e DAP Italy.
È l'opera con cui Terence Hill torna a cimentarsi nel genere western dopo diversi anni. Venne girata in un ranch di Santa Fe in Nuovo Messico (Stati Uniti d'America). La miniserie è costituita da due puntate mandate per la prima volta in onda il 7 e il 14 settembre 2009 su Canale 5. Il secondo episodio della miniserie è intitolato Doc West - La sfida.

## Accoglienza
La prima puntata, andata in onda il 7 settembre 2009, ha registrato 3.941.000 telespettatori con il 18,45% di share.
La seconda puntata, andata in onda il 14 settembre 2009, ha registrato 3.428.000 telespettatori con il 14,75% di share.